# Margarete Henschke
Julie Margaret(h)e Henschke (* 28. August 1859 in Schrimm, Provinz Posen; † 21. April 1942 in Berlin) war eine deutsche Pädagogin, Frauenrechtlerin und Autorin.

## Leben und Wirken

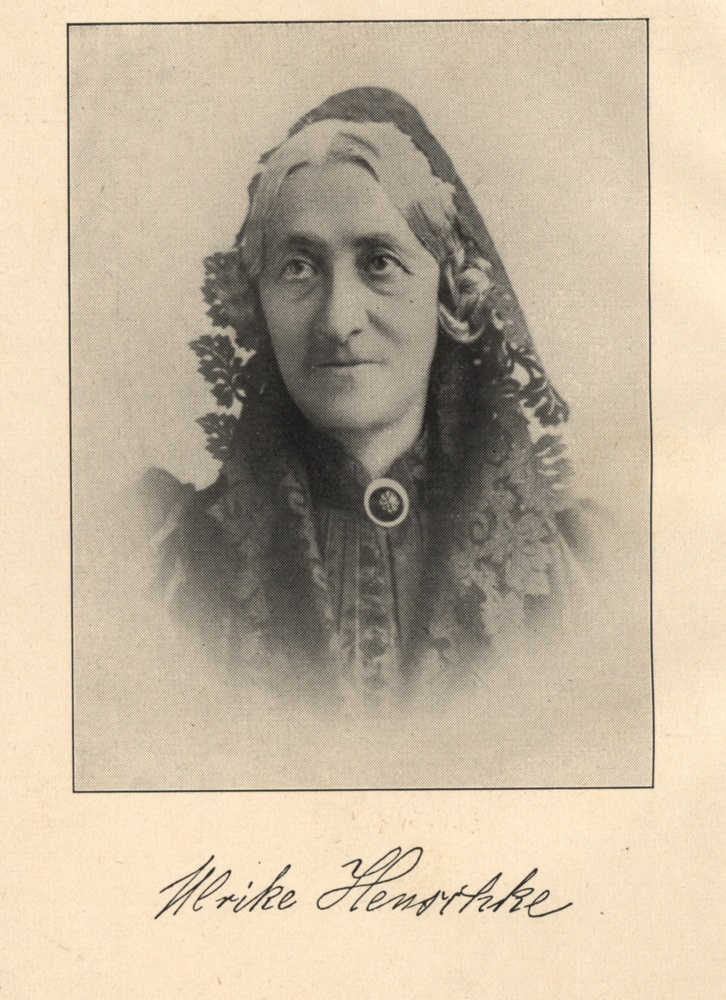
Die Mutter Ulrike Henschke

Der Vater Wilhelm Henschke († 1894) war Jurist und wurde später Senatspräsident des Berliner Kammergerichts. Die Mutter Ulrike Henschke geb. Benas (1830–1897) war  Begründerin der Viktoria-Fortbildungsschule für Mädchen in Berlin. Deren Schwester Henriette Goldschmidt war eine der bekanntesten  deutschen Frauenrechtlerinnen in dieser Zeit.
Die Familie lebte zunächst in Schrimm in der Provinz Posen, wo der Vater eine Anstellung am Gericht hatte.
Später zog sie nach Berlin.
Margarete Henschke übernahm in den 1890er Jahren die Leitung der Viktoria-Fortbildungsschule von ihrer Mutter. Diese entwickelte sich unter ihrer Leitung weiter zu einem Vorbild für Mädchenbildung im Deutschen Reich.
1904 berichtete sie beim Internationalen Frauenkongress in Berlin über ihre Erfahrungen in dieser Tätigkeit.
Margarete Henschke starb unverheiratet 1942 im Alter von 82 Jahren in ihrer Wohnung in Berlin-Tiergarten. Die Sterbeurkunde nennt als Todesursachen Adernverkalkung und einen Schenkelhalsbruch.

## Publikationen (Auswahl)
Margarete Henschke veröffentlichte einige Schriften zur Mädchenfortbildung und weiteren Themen.
- Deutsche Prosa. Ausgewählte Reden und Essays, 1900 Digitalisat Digitalisat

- Die weibliche Jugend und die Aufgaben unserer Zeit. Vortrag gehalten in den Mädchen- und Frauengruppen für soziale Hilfsarbeit in Berlin, 1902  Digitalisat
- Die Mädchen-Fortbildungsschule, in Helene Lange (Hrsg.): Handbuch der Frauenbewegung. Dritter Teil.  Der Stand der Frauenbildung in den Kulturländern, 1902, S. 143–152 Digitalisat
- Deutsches Lesebuch für die weibliche Jugend. Zum Gebrauch an Fortbildungsschulen und anderen Lehr- und Erziehungsanstalten für das nachschulpflichtige Alter, 1908, 479 Seiten, mit Ulrike Henschke
- Der Krieg und die Frauen, 1914
- Ulrike Henschke. Ein Lebensbild aus der deutschen Frauenbewegung, Berlin 1931